# Флуфеназин
Флуфенази́н — мощный нейролептик с дополнительным психоактивирующим (энергезирующим) и некоторым седативным эффектом, пиперазиновое производное фенотиазина. При бредовых и галлюцинаторных расстройствах менее активен, чем трифтазин.
Масляный раствор соли каприновой кислоты (флуфеназина деканоата, торговое наименование «Модитен-депо») используется для пролонгированного, от одной до нескольких недель после однократной инъекции, воздействия. Такое действие отличается стабильной концентрацией лекарства в организме и уменьшает возможность нарушения режима лечения (когда больной, намеренно либо по ошибке, пропускает приём препарата).
Флуфеназин входит в перечень жизненно необходимых и важнейших лекарственных препаратов. Является мощным и эффективным нейролептиком, но обладает весьма значительными побочными эффектами, и поэтому другие антипсихотические препараты могут оказаться предпочтительнее. По причине неоптимального соотношения терапевтического и побочного эффектов другие из недорогих антипсихотиков, обладающие меньшим количеством побочных эффектов, могут оказаться более подходящими для пациентов, страдающих шизофренией.

## Фармакологические свойства
Флуфеназин обладает сильной антипсихотической и противорвотной активностью. Седативное действие выражено умеренно и наблюдается при более высоких дозах препарата. В нейрохимическом механизме действия препарата преобладает сильное блокирующее влияние на центральные дофаминовые рецепторы при умеренном влиянии на норадренергические рецепторы.

## Показания
Применяют флуфеназин при разных формах шизофрении, особенно при злокачественной ядерной шизофрении (гебефренической, кататонической, ранней параноидной форме), а также при некоторых формах периодической шизофрении (в частности, депрессивно-параноидной). Препарат эффективен при шизофрении с длительным течением. В малых дозах может применяться при невротических состояниях, сопровождающихся страхом, напряжением.

## Применение
При шизофрении и других психических заболеваниях назначают внутрь, начиная с 1—2 мг в день и постепенно повышая дозу до 10—20—30 мг в сутки (в 3—4 приёма с интервалами 6—9 ч). В особо резистентных случаях суточную дозу увеличивают до 40 мг. После наступления лечебного эффекта дозу постепенно уменьшают и переходят на поддерживающую терапию (1—5 мг в сутки).
Внутримышечно вводят, начиная с 1,25 мг (0,5 мл 0,25% раствора), не более 10 мг. В зависимости от дозы, эффект инъекции продолжается от одной до нескольких недель.
При невротических состояниях назначают внутрь по 1—2 мг (до 3 мг) в день (в 1, 2 или в 3 приёма).
Детям дозы уменьшают в соответствии с возрастом.

## Побочные явления
При лечении флуфеназином часто наблюдаются экстрапирамидные расстройства (в том числе дистония, тремор, акатизия, мышечная ригидность). Возможны сонливость, дезориентация, депрессивные явления, седация, астено-абулические состояния, нарушение интеллектуальных функций, увеличение массы тела, головокружение, утомляемость, сухость во рту, тошнота, рвота, артериальная гипертензия или гипотензия, аритмии, диспепсия, запоры, холестатическая желтуха, галакторея, аменорея, гиперпигментация кожи, агранулоцитоз, кожные аллергические реакции, преходящие воспалительные заболевания слизистых оболочек, системная красная волчанка, судорожные реакции; относительно часто (по сравнению с другими нейролептиками) — злокачественный нейролептический синдром. При печёночной недостаточности флуфеназин может вызвать печёночную кому.
При использовании флуфеназина во время третьего триместра беременности возможно развитие экстрапирамидных расстройств у новорождённых.
Флуфеназина деканоат
Паркинсонизм, акатизия, острая дистония и поздняя дискинезия, предрасположенность к эпилептиформным припадкам, злокачественный нейролептический синдром, тахикардия, гипотензия, нарушение мочеиспускания, запоры, нарушение секреторной активности экзокринных желез, провокация глаукомы, фотосенсибилизация, аллергические реакции, галакторея, нарушения менструального цикла, половых функций, психомоторная заторможенность, себорея, агранулоцитоз, эозинофилия, лейкопения, гемолитическая анемия, панцитопения.

## Противопоказания
Препарат противопоказан при депрессии, спутанности сознания, нарушенном сознании вследствие угнетения ЦНС, паркинсонизме, непереносимости антипсихотиков, острой алкогольной интоксикации, отравлениях снотворными, анальгетиками, психотропными препаратами, повышенной чувствительности к препаратам фенотиазина, при коме, органических заболеваниях и травмах головного мозга, эпилепсии, феохромоцитоме, почечной, печёночной и сердечной недостаточности, гипертрофии предстательной железы, закрытоугольной глаукоме, острых заболеваниях крови, беременности, а также в детском возрасте.

## Взаимодействия
С осторожностью назначают флуфеназин совместно с препаратами, оказывающими угнетающее действие на ЦНС; при таком сочетании угнетающее действие на ЦНС усиливается. В частности, оно усиливается при сочетанном применении флуфеназина с алкогольсодержащими препаратами и напитками. Флуфеназин потенцирует эффекты атропина, может усиливать гипотензивное действие при совместном применении с антигипертензивными препаратами, ослаблять эффекты дофаминергических средств, применяемых для лечения паркинсонизма. При сочетании с метилдопой или метоклопрамидом экстрапирамидные побочные действия могут усиливаться, при сочетании с прокарбазином усиливается седативный эффект. При сочетанном применении с пароксетином усиливаются эффекты обоих препаратов. Взаимодействие флуфеназина с опиоидными анальгетиками приводит к усилению наркотического действия:637—638.
Флуфеназина деканоат не следует сочетать с лекарственными средствами, в состав которых входит резерпин.

## Меры предосторожности
Начинать терапию флуфеназином следует с малой тест-дозы. Для получения оптимального эффекта терапия этим препаратом требует тщательного мониторинга. При переходе с перорального приёма флуфеназином на депо-препараты пероральную дозу следует снижать постепенно.
C осторожностью препарат применяют при патологии сердечно-сосудистой и цереброваскулярной систем, заболеваниях дыхательной системы, острых инфекциях, кормлении грудью, желтухе, лейкопении в анамнезе, гипотиреозе, миастении, у пожилых пациентов (особенно в очень холодную или очень жаркую погоду). При кормлении грудью возможно возникновение побочных эффектов у младенца; следует наблюдать за младенцем на предмет возникновения вялости и сонливости.
При наличии в анамнезе судорожного синдрома флуфеназин можно назначать только в комбинации с противосудорожными средствами.
Флуфеназин может нарушать способность управлять движущимися механизмами и водить автомобиль.
Флуфеназина деканоат с особой осторожностью применяют в период беременности и во время кормления грудью. На фоне применения препарата не рекомендуется заниматься видами деятельности, требующими повышенного внимания, быстроты двигательных и психических реакций, а также не рекомендуется употребление алкоголя.